# Mòd
Le Mòd est un festival gaélique écossais, qui se déroule chaque année au mois d'octobre, depuis 1892, où se déroulent des concours de musique, de chant, de poésie et d’art dramatique. Il a lieu chaque année dans une ville différente.
Le Mòd s'inspire de l’Eisteddfod gallois. 
D'après le Président d'An Comunn Gàidhealach, le festival serait « national » et « royal » depuis 113 ans. Mais d'autres sources indiquent qu'il n'est placé sous le « patronage » de la reine du Royaume-Uni que depuis 1992. Ce patronage n'est d'ailleurs pas un mécénat, mais plutôt d’une appellation officielle : depuis que ce patronage existe, le nom gaélique officiel du Mòd est « Mòd Nàiseanta Rìoghail » (Assemblée nationale royale).
Le Mòd est organisé par la Comunn Gàidhealach, une association gaélophone qui s’est donné pour but de soutenir le gaélique écossais. Elle lutte pour qu’il soit enseigné et elle promeut les domaines culturels qu’il véhicule : littérature, histoire, musique, etc.
En plus du Mòd Nàiseanta Rìoghail, des mòds régionaux sont aussi organisés chaque année dans diverses régions d'Écosse.

## Les compétitions

### Catégories
Les compétitions sont très nombreuses. L'édition 2016, qui s'est déroulée à Steòrnobhagh, sur l'île de Leòdhas dans les Hébrides extèrieures, comptait par exemple 186 compétitions. Beaucoup sont destinées aux enfants et sont organisées selon des classes d'âge. Parmi les disciplines traditionnelles, on trouve:
- le chant (òran)
- la cornemuse (pìob-mhòr)
- la harpe celtlique (clàrsach)
- la chorale (còisir)
- la poésie (bàrdachd)

### Compétitions les plus prestigieuses
Les récompenses les plus prestigieuses sont le Bonn Òir a' Chomuinn Ghàidhealaich (Médaille d’or de la Comunn Gàidhealach), décernée chaque année depuis 1893, et la Crùn na Bàrdachd (Couronne de la poésie), qui existe depuis 1923.

## Villes hôtes

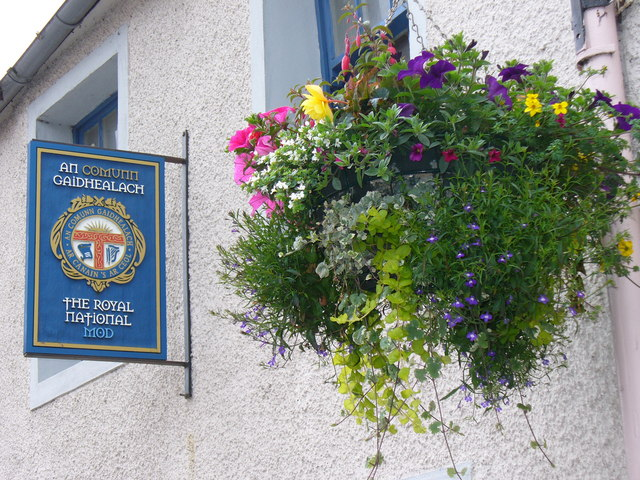
Enseigne dans la Church Street, Inverness.

Le Mòd se tient chaque année dans une ville écossaise différente.
Liste des villes hôtes depuis 1892 :
- Aberdeen - 1946, 1955, 1964, 1976
- Airdrie - 1993
- Aviemore - 1969
- Ayr - 1973
- Blairgowrie - 1996
- Dingwall - 1905, 1931, 1991
- Dundee - 1902, 1913, 1937, 1959, 1974
- Dunoon - 1930, 1950, 1968, 1994, 2000, 2006, 2012
- East_Kilbride - 1975
- Édimbourg - 1899, 1910, 1919, 1928, 1935, 1951, 1960, 1986
- Falkirk - 2008
- Fort William - 1922, 1927, 1932, 1981, 1985, 1999, 2007
- Glasgow - 1895, 1901, 1907, 1911, 1921, 1933, 1938, 1948, 1958, 1967, 1988, 1990
- Golspie - 1977, 1995
- Greenock - 1904, 1925
- Inverness - 1897, 1903, 1912, 1923, 1936, 1949, 1957, 1966, 1972, 1984, 1997, 2014
- Largs - 1956, 1965, 2002
- Motherwell - 1983
- Oban - 1892, 1893, 1894, 1898, 1906, 1920, 1926, 1934, 1953, 1962, 1970, 1978, 1992, 2003, 2009, 2015
- Paisley - 2013
- Perth - 1896, 1900, 1924, 1929, 1947, 1954, 1963, 1980, 2004
- Rothesay - 1908, 1952
- Skye - 1982
- Skye_and_Lochalsh - 1998
- Stirling - 1909, 1961, 1971, 1987
- Stornoway - 1979, 1989, 2001
- Thurso - 2010
- Western Isles - 2005, 2011, 2016

Les prochains mòds nationaux se tiendront à :
- Lochaber (2017)
- Dunoon (2018)
- Glasgow (2019)

## Les mòds régionaux
En plus de la compétition nationale, des mòds régionaux sont aussi organisés :
- Caithness et Sutherland
- Dalriada, à Lochgilphead
- Easter Ross
- East Kilbride
- Édimbourg
- Glasgow
- Harris
- Inverness
- Islay
- Kyle
- Lewis
- Lochaber
- Oban
- Mull
- Perthshire and Angus
- Skye
- Stirling
- Uist
- Wester Ross
- Ardnamurchan